# 蓋亞BH2
蓋亞BH2（Gaia DR3 5870569352746779008）是由紅巨星和很可能是恆星質量黑洞組成的一個聯星系統。蓋亞BH2位於半人馬座，距離在3,800光年外（1.16 kpc），使其成為距離地球第二近的黑洞系統。蓋亞BH2是根據蓋亞DR3天體量測數據發現的第二個黑洞，蓋亞BH1和BH2可能是根據蓋亞DR3數據發現的唯一黑洞聯星。
黑洞和紅巨星每1,277天（約3.5年）繞系統重心運行一次，離心率為中等的0.518。黑洞的質量大約是8.94 M☉，這意味著它的史瓦西半徑應該大約是26.4 km（16.4 mi）。紅巨星的質量是1.07 M☉，半徑為7.77 R☉。其溫度估計為4,604 K（4,331 °C；7,828 °F）。

## 發現
蓋亞BH2最初是通過蓋亞的天體測量學的觀測，與蓋亞BH1同時發現的，在2022年是作為一個黑洞聯星候選者。當時還不清楚蓋亞BH2是否確實存在黑洞，但它是蓋亞數據中除了蓋亞BH1之外唯一可信的候選者。後來的徑向速度觀測證實了這個黑洞系統，並改進了它的軌道參數。